# Challenge Tour 10 2020 (snooker)
Il Challenge Tour 10 è il decimo evento Challenge Tour della stagione 2019-2020 di snooker che si è disputato il 1° e il 2 marzo 2020 a Leicester in Inghilterra.
Questo è l'ultima tappa prima dell'evento Play-off, che si è disputato il 20 luglio.

## Montepremi
- Vincitore: £2.000
- Finalista: £1.000
- Semifinalisti: £700
- Quarti di finale: £500
- Ottavi di finale: £200
- Sedicesimi di finale: £125

## Fase a eliminazione diretta
| Sessantunesimi di finale | Sedicesimi di finale   | Ottavi di finale       | Quarti di finale       | Semifinalisti          | Finale                 |
| ------------------------ | ---------------------- | ---------------------- | ---------------------- | ---------------------- | ---------------------- |
| Al meglio dei 5 frames   | Al meglio dei 5 frames | Al meglio dei 5 frames | Al meglio dei 5 frames | Al meglio dei 5 frames | Al meglio dei 5 frames |

### Sessantunesimi di finale
| Giocatore         | Giocatore            | Risultato |
| ----------------- | -------------------- | --------- |
| Daniel Womersley  | Ryan Davies          | 3 - 1     |
| Chae Ross         | Cristopher Keogan    | 2 - 3     |
| Adam Duffy        | Garry Coulson        | 3 - 0     |
| David Finbow      | Ashley Hugill        | 1 - 3     |
| Luke Pinches      | Lukas Kleckers       | 0 - 3     |
| Sean O'Sullivan   | Paul Davison         | 2 - 3     |
| Chris Totten      | Andrew Pagett        | 0 - 3     |
| Keishin Kamihashi | Lee Shanker          | 0 - 3     |
| Joshua Cooper     | Oliver Brown         | 1 - 3     |
| Fergal Quinn      | Sean Maddocks        | 1 - 3     |
| Dean Young        | Lucky Vatnani        | 3 - 1     |
| Zsolt Fenyvesi    | Sanderson Lam        | 0 - 3     |
| Sydney Wilson     | Callum Lloyd         | 3 - 1     |
| Ross Muir         | Jamie Curtis-Barrett | 2 - 3     |
| Kuldesh Johal     | Jake Nicholson       | 3 - 1     |
| Simon Bedford     | Zak Surety           | 3 - 0     |
| Kayden Brierley   | Saqib Nasir          | 1 - 3     |
| Lee Stephens      | Dylan Emery          | 2 - 3     |
| Mark Vincent      | Liam Davies          | 1 - 3     |
| Iulian Boiko      | Ben Mertens          | 1 - 3     |
| Steven Hallworth  | Robbie McGuigan      | 3 - 2     |
| Tyler Rees        | Stuart Watson        | 3 - 1     |
| Danny Brindle     | Andy Marriott        | 3 - 1     |
| Imran Puri        | Allan Taylor         | 0 - 3     |
| Leo Fernandez     | Lewis Gillen         | 1 - 3     |
| George Pragnell   | Michael Collumb      | 3 - 1     |
| Peter Devlin      | Jamie McArdle        | 3 - 1     |
| Luke Simmonds     | Andrew Doherty       | 3 - 0     |
| Ka Wai Cheung     | Simon Blackwell      | 2 - 3     |

### Sedicesimi di finale
| Giocatore        | Giocatore            | Risultato |
| ---------------- | -------------------- | --------- |
| Daniel Womersley | Cristopher Keogan    | 2 - 3     |
| Adam Duffy       | Ashley Hugill        | 3 - 2     |
| Andreas Ploner   | Lukas Kleckers       | 2 - 3     |
| Paul Davison     | Andrew Pagett        | 3 - 0     |
| Lee Shanker      | Oliver Brown         | 3 - 2     |
| Sean Maddocks    | Dean Young           | 0 - 3     |
| Sanderson Lam    | Sydney Wilson        | 0 - 3     |
| Patrick Whelan   | Jamie Curtis-Barrett | 3 - 1     |
| Kuldesh Johal    | Simon Bedford        | 3 - 1     |
| Saqib Nasir      | Dylan Emery          | 0 - 3     |
| Matthew Glasby   | Liam Davies          | 3 - 1     |
| Ben Mertens      | Steven Hallworth     | 3 - 2     |
| Tyler Rees       | Danny Brindle        | 3 - 0     |
| Allan Taylor     | Lewis Gillen         | 3 - 0     |
| George Pragnell  | Peter Devlin         | 3 - 2     |
| Luke Simmonds    | Simon Blackwell      | 3 - 1     |

### Ottavi di finale
| Giocatore         | Giocatore      | Risultato |
| ----------------- | -------------- | --------- |
| Cristopher Keogan | Adam Duffy     | 2 - 3     |
| Lukas Kleckers    | Paul Davison   | 3 - 1     |
| Lee Shanker       | Dean Young     | 2 - 3     |
| Sydney Wilson     | Patrick Whelan | 2 - 3     |
| Kuldesh Johal     | Dylan Emery    | 3 - 0     |
| Matthew Glasby    | Ben Mertens    | 3 - 2     |
| Tyler Rees        | Allan Taylor   | 3 - 1     |
| George Pragnell   | Luke Simmonds  | 1 - 3     |

### Quarti di finale
| Giocatore     | Giocatore      | Risultato |
| ------------- | -------------- | --------- |
| Adam Duffy    | Lukas Kleckers | 3 - 0     |
| Dean Young    | Patrick Whelan | 3 - 1     |
| Kuldesh Johal | Matthew Glasby | 3 - 1     |
| Tyler Rees    | Luke Simmonds  | 2 - 3     |

### Semifinali
| Giocatore     | Giocatore     | Risultato |
| ------------- | ------------- | --------- |
| Adam Duffy    | Dean Young    | 3 - 1     |
| Kuldesh Johal | Luke Simmonds | 3 - 2     |

### Finale
| Giocatore  | Giocatore     | Risultato |
| ---------- | ------------- | --------- |
| Adam Duffy | Kuldesh Johal | 3 - 1     |